# Пуксозеро
Пуксозеро — пресноводное озеро в Плесецком районе на юго-западе Архангельской области, расположено на реке Пукса, западнее истока реки Шорда.

## Общие сведения
Площадь озера 6,4 км². Высота над уровнем моря — 158,0 м. Длина озера 4,7 км, ширина достигает 2,5 км в северной части. Площадь водосбора составляет 96,1 км2.

## Описание
Форма Пуксозера вытянута с юга на север, береговая линия слабо изрезана. Через озеро протекает река Пукса, впадая на юге и вытекая на севере. Также впадает река Иликса и несколько ручьёв. Острова отсутствуют. Берега низкие, заболоченные за исключением северного берега, где расположен посёлок Пуксоозеро. На западе протокой соединяется с озером Среднее.